# Gelvonai
Gelvonai (ryska: Гелвонай) är en ort i Litauen. Den ligger i den centrala delen av landet, 60 km nordväst om huvudstaden Vilnius. Gelvonai ligger 116 meter över havet och antalet invånare är 380.
Terrängen runt Gelvonai är platt, och sluttar västerut. Runt Gelvonai är det ganska glesbefolkat, med 23 invånare per kvadratkilometer. Närmaste större samhälle är Širvintos, 16,0 km öster om Gelvonai. Trakten runt Gelvonai består till största delen av jordbruksmark.